# نژاد متحد داغستان

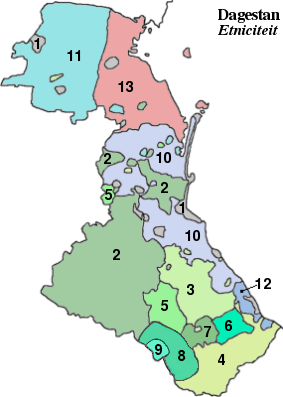
نقشه قومی داغستان

نژاد متحد داغستان در واقع نژادههایی هستند که با نام داغستان یا آوار مشهور می‌شوندو عبارتند از:
1. آوار
2. دارگین
3. لزگی‌ها
4. مردم لک
5. تبرسران
6. رتول
7. اگول
8. تساخور

البته این تقسیم بندی برای جمهوری داغستان کاربردی است و درمناطق غیرازآن اینطور نیست برای مثال درجمهوری آذربایجان لزگی ها یک قومیت مجزا هستند.

## منبع
کتاب: مسلمانان جمهوری سوسیالیستی خلق جماهیر شوروی سابق